# Картер, Бесси
Бесси Картер (англ: Bessie Beatrice Carter, род. 25 октября 1993 года, Вестминстер, Лондон) — британская актриса. Наиболее известна по ролям Пруденс Фезерингтон в сериале Netflix Бриджертоны, Эви Уилкокс в телесериале BBC Говардс-Энд и Виолет Вудхаус в телесериале ITV Поместье в Индии.
Бесси Картер родилась в семье актёров Имельды Стонтон и Джима Картера. В 2007 году она вместе с родителями сыграла в телесериале BBC Крэнфорд, где её отец исполнил роль капитана Брауна, мать — мисс Октавии Пол, а Бесси сыграла горничную Маргарет Гидман.
Бесси Картер окончила Гилдхоллскую школу музыки и театра в 2016 году, выиграв приз Spotlight за лучшую экранную актёрскую работу. Актриса известна своими ролями в театральных постановках, фильмах и телесериалах. В театре она сыграла в таких постановках, как Король Лир и Все мои сыновья в Олд Вик театре. В 2024 году Бесси Картер исполнила роль Фенни в пьесе Dear Octopus в Королевском национальном театре. Картер также сыграла в таких фильмах, как Отверженные и Хороший лжец. За свою роль в сериале «Бриджертоны» Картер и остальные члены актерского состава сериала были номинированы на премию Гильдии киноактёров США в категории «Лучший ансамбль в драматическом сериале» в 2021 году.